# Marvin Lambert
Marvin Lambert (14 de diciembre de 1977 - 18 de octubre de 2012) fue un luchador profesional estadounidense más conocido por su nombre artístico en el ring, Brain Damage.
Brain Damage compitió para una serie de promociones diferentes a lo largo de su carrera, pero es más conocido por su trabajo en Independent Wrestling Association Mid-South (IWA Mid-South) y Combat Zone Wrestling (CZW). En IWA Mid-South, Brain Damage formó un Tag Team junto a Deranged, conocidos como Vulgar Display of Power. Ganaron los IWA Mid-South Tag Team Championship una vez y también el Double Death Tag Team Deathmatch de la IWA Mid-South en 2007 y 2008. En CZW, Brain Damage fue dos veces CZW Iron Man Championship y dos veces CZW Ultraviolent Underground Championship habiendo poseído ambos campeonatos simultáneamente.

## Carrera

### Independent Wrestling Association Mid-South (2000-2006)
Brain Damage comenzó a luchar en Independent Wrestling Association Mid-South (IWA Mid-South) en 2000, haciendo su primera aparición en la segunda noche del torneo King of the Death Match el 21 de octubre. Derrotó a su entrenador, Toby Klein, en un combate de individuales que no era parte del torneo. Su siguiente aparición de la promoción fue en 2005, cuando compitió en la edición de 2005 del torneo anual King of the Deathmatch.
En 2006, Damage comenzó a competir principalmente para la IWA Mid-South. Fue durante este tiempo que él formó el equipo Vulgar Display of Power con Deranged, con los dos haciendo su primera aparición juntos en la IWA Mid-South el 20 de enero de 2006 en The Edge of Insanity, donde se enfrentaron sin éxito por los Campeonato en Parejas de la NWA Midwest en una lucha.

## Muerte
Lambert fue encontrado muerto el 18 de octubre de 2012. Se cree que su muerte fue un suicidio.

## En lucha
- Movimientos finales
  - Package piledriver[1][9]

- Movimientos de firma
  - Big boot[1]
  - Brainbuster[1]
  - Fallaway slam[1]
  - Headbutt[1]
  - Knee lift[1]
  - Leg drop[1]
  - Powerbomb[1]
  - Straight jab to the opponent's face[1]

## Campeonatos y logros
- Combat Zone Wrestling
  - CZW Iron Man Championship (2 veces)[5]
  - CZW Ultraviolent Underground Championship (2 veces)[6]
  - CZW Tournament of Death: Fast Forward

- Independent Wrestling Association Mid-South
  - IWA Mid-South Tag Team Championship (1 vez) – con Deranged[10]
  - Double Death Tag Team Deathmatch (2007, 2008) – con Deranged

- Pro Wrestling Illustrated
  - Situado en el Nº294 en los PWI 500 de 2008[11]
  - Situado en el Nº277 en los PWI 500 de 2009[11]
  - Situado en el Nº470 de los PWI 500 de 2011[12][11]

- Xtreme Intense Championship Wrestling
  - XICW Tag Team Championship (1 vez) – con Toby Klein